# Kosuke Nakamura
Kosuke Nakamura (født 27. februar 1995) er en japansk fodboldspiller. Han var en del af den japanske trup ved Sommer-OL 2016.